# 约瑟夫·科苏斯
约瑟夫·科苏斯（英語： /kəˈsuːt, -ˈsuːθ/，1945年1月31日—），出生于美国俄亥俄州的托莱多，是一位著名的觀念艺术家，觀念艺术的祖师，觀念艺术和装置艺术的先驱。1970年他加入了艺术与语言艺术家团体，以团体的名义发表作品，并成为这个艺术团体发行杂志《Art-Language》的编辑。

## 一把和三把椅子
《一把和三把椅子》是科苏斯最为著名的一件作品，创作于1965年。他将一把“真实”的椅子、椅子的放大照片以及词典中关于“椅子”的说明文字复印出来，将三者以并置的手法进行展示，并质疑哪把才是最为真实的椅子？
2008年4月3日，他在日本东京世田谷美术馆（Setagaya Art Museum）举办的个人结构研讨会上表示，他认为最为真实的椅子是那把关于“椅子”的说明文字。